# Holly Springs, Georgia
Holly Springs är en stad (city) i Cherokee County, i delstaten Georgia, USA. Enligt United States Census Bureau har staden en folkmängd på 9 362 invånare (2011) och en landarea på 17 km².